# Умби
Умби (лат. Rhynchogale melleri) — вид хищных млекопитающих из семейства мангустовых, единственный в одноимённом роде. Обитают в Восточной Африке.

## Название
Видовое название дано в честь Чарльза Джеймса Меллера (англ. Charles James Meller, 1836—1869), ботаника, работавшего в 1861—1865 годах в Ньясаленде (ныне Малави) управляющим ботанического сада.

## Описание
Длина тела без хвоста составляет 440—485 мм, длина хвоста — 300—400 мм. Масса животного — 1,7—3 кг.
Общий окрас сероватый или бледно-коричневый; голова и низ светлее, а ноги обычно темнее. Задние ступни волосатые до начатков пальцев. Самки имеют две пары молочных желёз.

## Поведение
Наземный, ночной и солитарный вид. Рацион включает в себя дикорастущие плоды, термитов, и, вероятно, мелких позвоночных.

## Ареал и места обитания
Ареал охватывает страны Африки: ДР Конго, Замбия, Зимбабве, Малави, Мозамбик, Свазиленд, Танзания, ЮАР. Обитает на высоте до 1850 м над уровнем моря в основном на открытой местности, в саванне, на части территорий Замбии и Танзании — лесах.

## Классификация
На май 2018 года выделяют 2 подвида:
- Rhynchogale melleri langi Roberts, 1938
- Rhynchogale melleri melleri Gray, 1865

## Угрозы и охрана
Серьёзных угроз для вида нет, однако в некоторых частях его ареала значительной угрозой являются люди и их собаки.